# San Vito Lo Capo
San Vito Lo Capo (Santu Vitu in siciliano) è un comune italiano di 4 857 abitanti del libero consorzio comunale di Trapani in Sicilia.
Località balneare, sorge all'estremità ovest del golfo di Castellammare delimitandone l'inizio della vasta insenatura che da Capo San Vito si apre fino a Capo Rama. È molto diffusa anche l'arrampicata.

## Geografia fisica

### Territorio
Si trova sulla costa occidentale della Sicilia, nella penisola omonima che si conclude con Capo San Vito, con a occidente il golfo di Macari e a oriente la riserva dello Zingaro e il golfo di Castellammare. Vi è una spiaggia di sabbia dorata lunga tre chilometri.

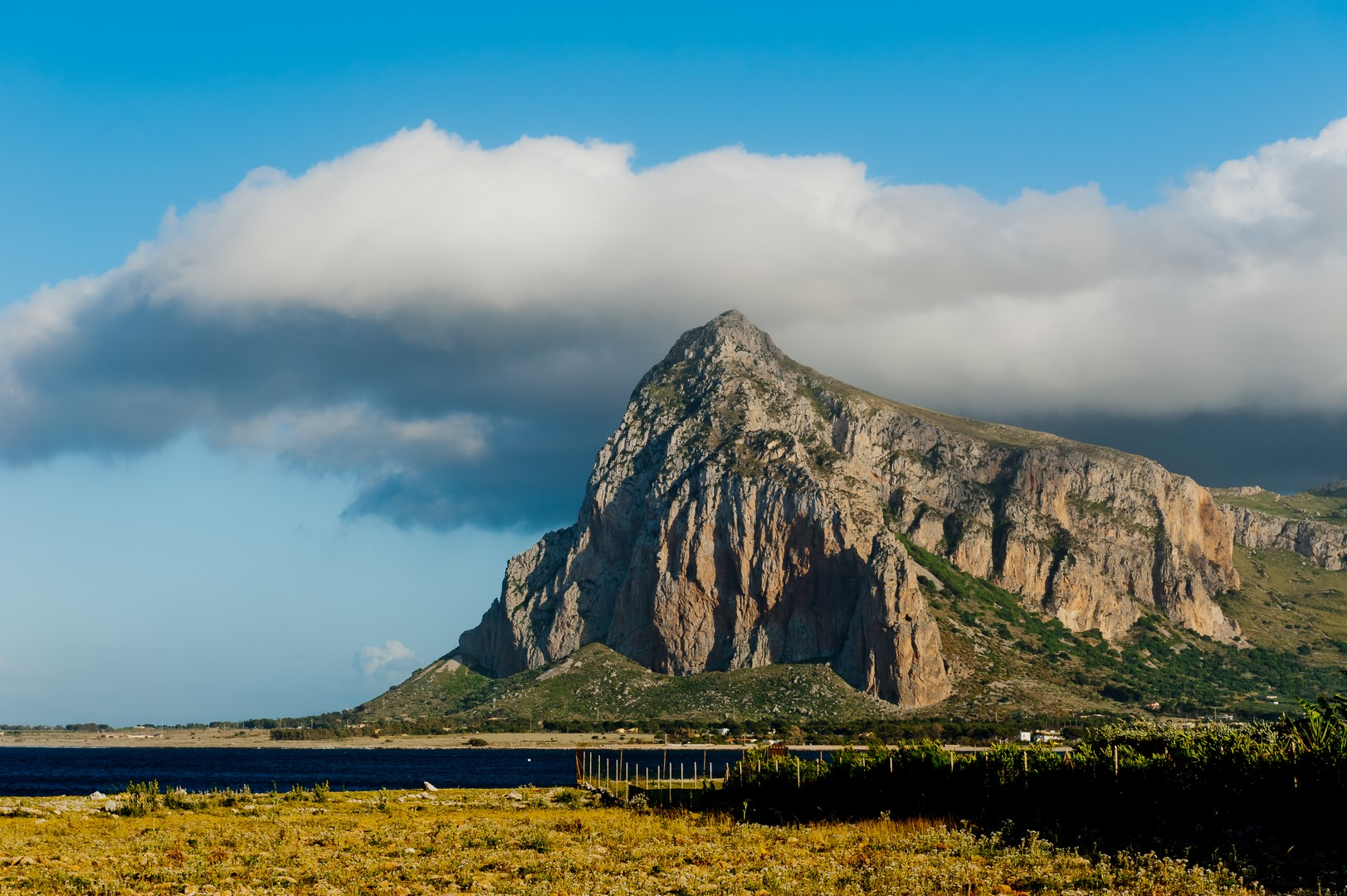
Il Monte Monaco
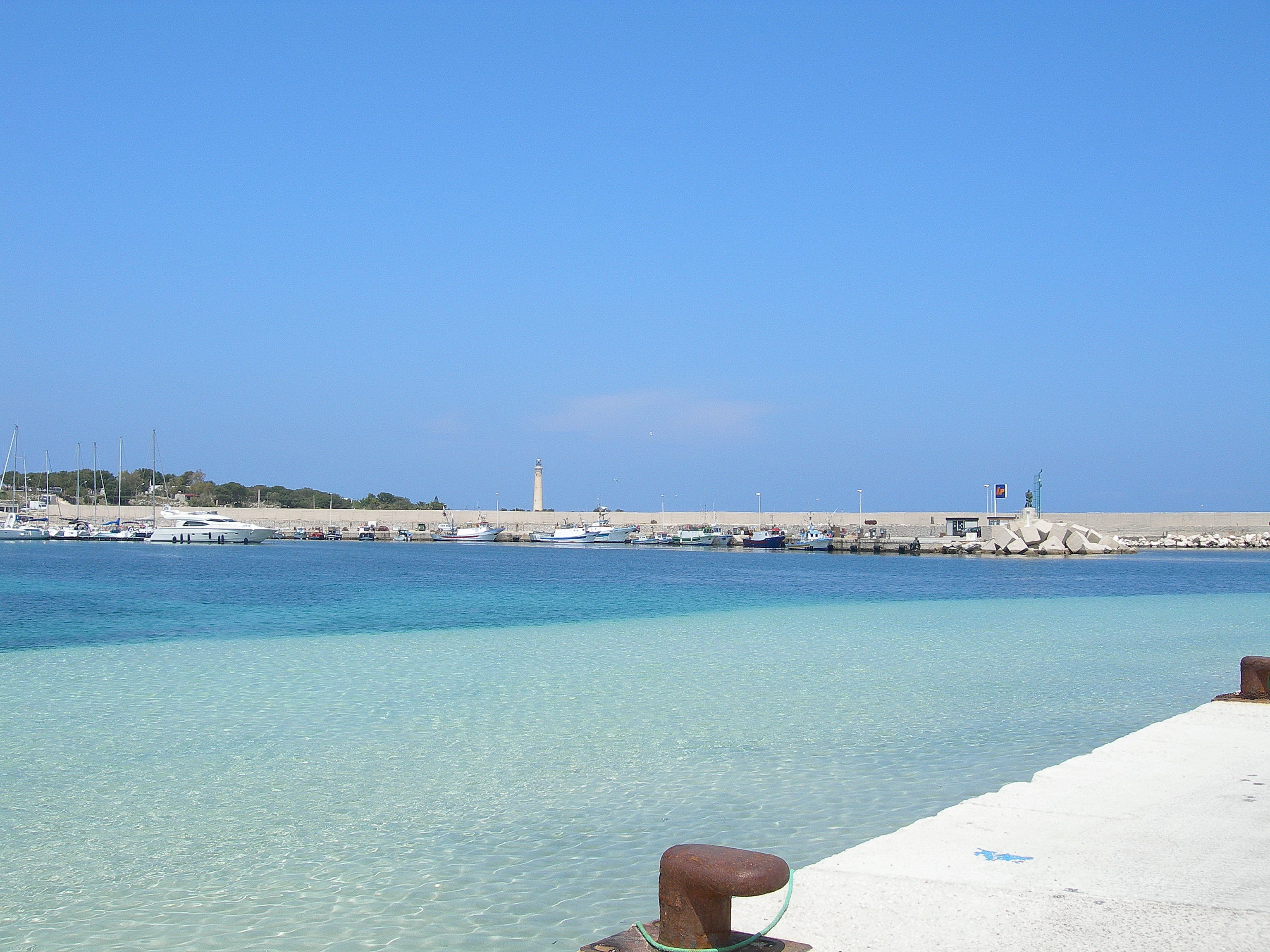
La darsena senza imbarcazioni. In lontananza si scorge il faro omonimo

### Clima
Il clima di questa zona è caldo e temperato.
Durante l'anno si misura una temperatura media di 18,1 °C e una piovosità media di 519 mm. Il mese più caldo è agosto (25,7 °C), mentre il mese più freddo è gennaio (11,9 °C). In estate le piogge sono più scarse, con un minimo in corrispondenza del mese di luglio (2 mm), mentre in inverno si ha un massimo nella caduta delle piogge in corrispondenza del mese di dicembre (82 mm).
Nel comune è presente una stazione meteorologica.
| San Vito lo Capo    | Mesi | Mesi | Mesi | Mesi | Mesi | Mesi | Mesi | Mesi | Mesi | Mesi | Mesi | Mesi | Stagioni | Stagioni | Stagioni | Stagioni | Anno |
| San Vito lo Capo    | Gen  | Feb  | Mar  | Apr  | Mag  | Giu  | Lug  | Ago  | Set  | Ott  | Nov  | Dic  | Inv      | Pri      | Est      | Aut      | Anno |
| ------------------- | ---- | ---- | ---- | ---- | ---- | ---- | ---- | ---- | ---- | ---- | ---- | ---- | -------- | -------- | -------- | -------- | ---- |
| T. max. media (°C)  | 14,7 | 14,8 | 16,3 | 18,8 | 22,3 | 25,9 | 28,8 | 29,2 | 26,9 | 23,1 | 19,3 | 16,1 | 15,2     | 19,1     | 28,0     | 23,1     | 21,3 |
| T. min. media (°C)  | 9,2  | 9,1  | 11,9 | 13,1 | 15,2 | 18,6 | 21,5 | 22,2 | 20,2 | 16,9 | 13,4 | 10,8 | 9,7      | 13,4     | 20,8     | 16,8     | 15,2 |
| Precipitazioni (mm) | 64   | 52   | 46   | 41   | 18   | 9    | 2    | 13   | 38   | 74   | 80   | 82   | 198      | 105      | 24       | 192      | 519  |

## Storia

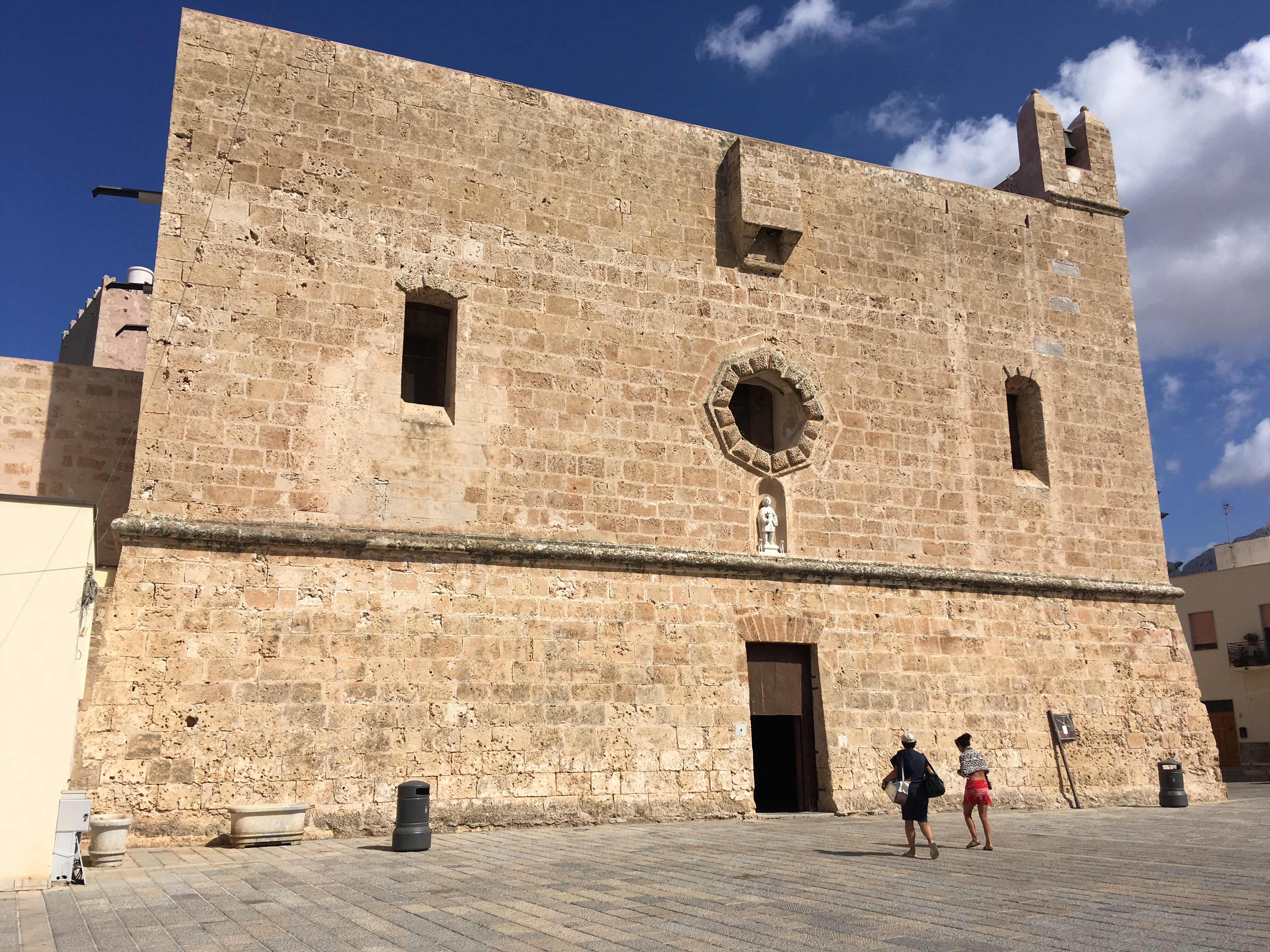
Il Santuario Fortezza di San Vito Lo Capo

Nasce alla fine del Settecento nel territorio demaniale ericino, alle falde di Monte Monaco, nella baia posta tra Capo San Vito e Punta Solanto. Tracce dell'epoca paleolitica, mesolitica e neolitica si trovano nelle numerose cavità naturali, un tempo abitazioni, che si affacciano sul mare. Resta avvolta dal mistero l'esistenza di un'antica borgata, Conturrana, una rupe a 500 passi dalla riva staccatasi dalla montagna. Qui, probabilmente intorno alla fine del IV secolo a.C., esistette un piccolo centro abitato.
Nucleo generatore di San Vito Lo Capo è l'attuale santuario, antica fortezza che nell'arco dei secoli ha subìto numerosi interventi edilizi. La prima costruzione, realizzata intorno al Trecento, fu una piccola cappella dedicata a san Vito martire, patrono del borgo marinaro. 

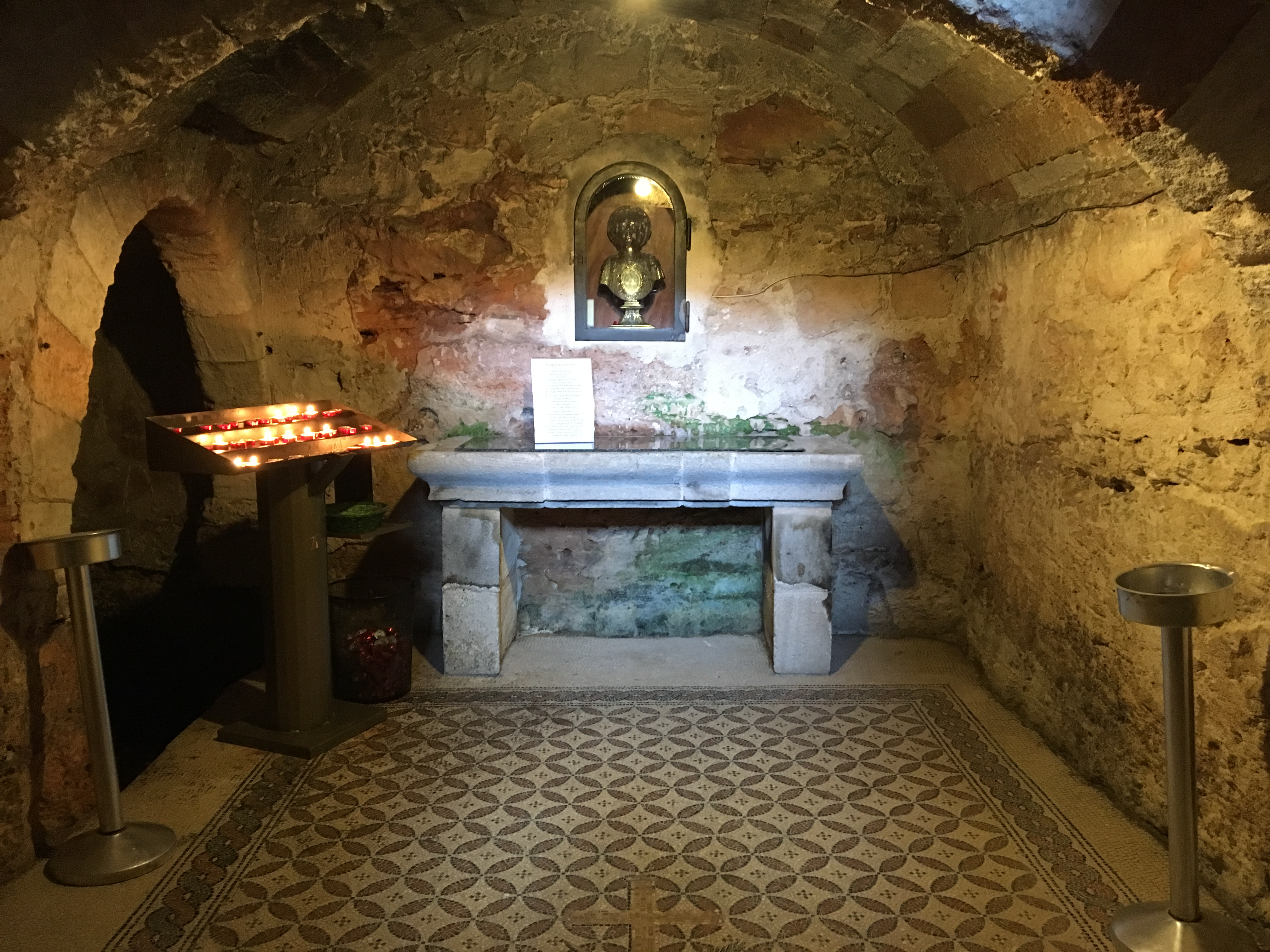
La cripta del santuario di San Vito Lo Capo (XV secolo)

Col tempo crebbe la fama della chiesa e dei "miracoli" attribuiti al martire Vito e a santa Crescenzia e così, per accogliere i numerosi fedeli l'originaria costruzione andò trasformandosi in una fortezza-alloggio. Tale realizzazione risale alla fine del Quattrocento.
Nel frattempo aumentavano i pericoli di incursioni di pirati barbareschi, così, lungo le coste dell'isola, cominciarono a essere edificate numerose torri di avvistamento. Le torri principali erano tre, due sono ancora visibili e sono torre Scieri e torre Isolidda. La terza invece, torre Roccazzo, ubicata sul piano Soprano che si estende a ovest del paese di San Vito (il luogo fu appositamente scelto perché l'unico atto a garantire la corrispondenza con le altre due torri), venne demolita per far posto al semaforo militare nel 1935.
All'inizio del Settecento iniziarono a comparire le prime case tutto intorno al Santuario. Alla fine dello stesso secolo, attorno alla chiesa esisteva già un piccolo nucleo di abitazioni.
Il comune di San Vito fu costituito il 17 agosto 1952 con scorporo di territorio da Erice, del quale costituiva un'isola amministrativa dal 1948 in seguito all'autonomia di Custonaci. Con Legge regionale n. 48 del 28/7/1952 proseguì pertanto lo smembramento del vasto territorio ericino, da cui in precedenza era stato scorporato anche Buseto Palizzolo nel 1950 e che si concluderà con l'autonomia di Valderice nel 1955.

### Simboli
Lo stemma e il gonfalone sono stati concessi con decreto del presidente della Repubblica del 14 dicembre 1956.
Lo stemma è uno «scudo sannitico di sfondo celeste con al centro, su una rocca che si affaccia sul mare, il Faro e sul lato destro un'ancora.»
Il gonfalone è un drappo celeste riccamente ornato in argento e caricato dello stemma comunale con l'iscrizione centrata in argento: Comune di San Vito Lo Capo.

## Monumenti e luoghi d'interesse

### Architetture civili
- Il faro di Capo San Vito
- Tonnara di Cofano, nel golfo di Macari
- Tonnara del Secco (a tre chilometri dal centro di San Vito Lo Capo, verso Calampiso).

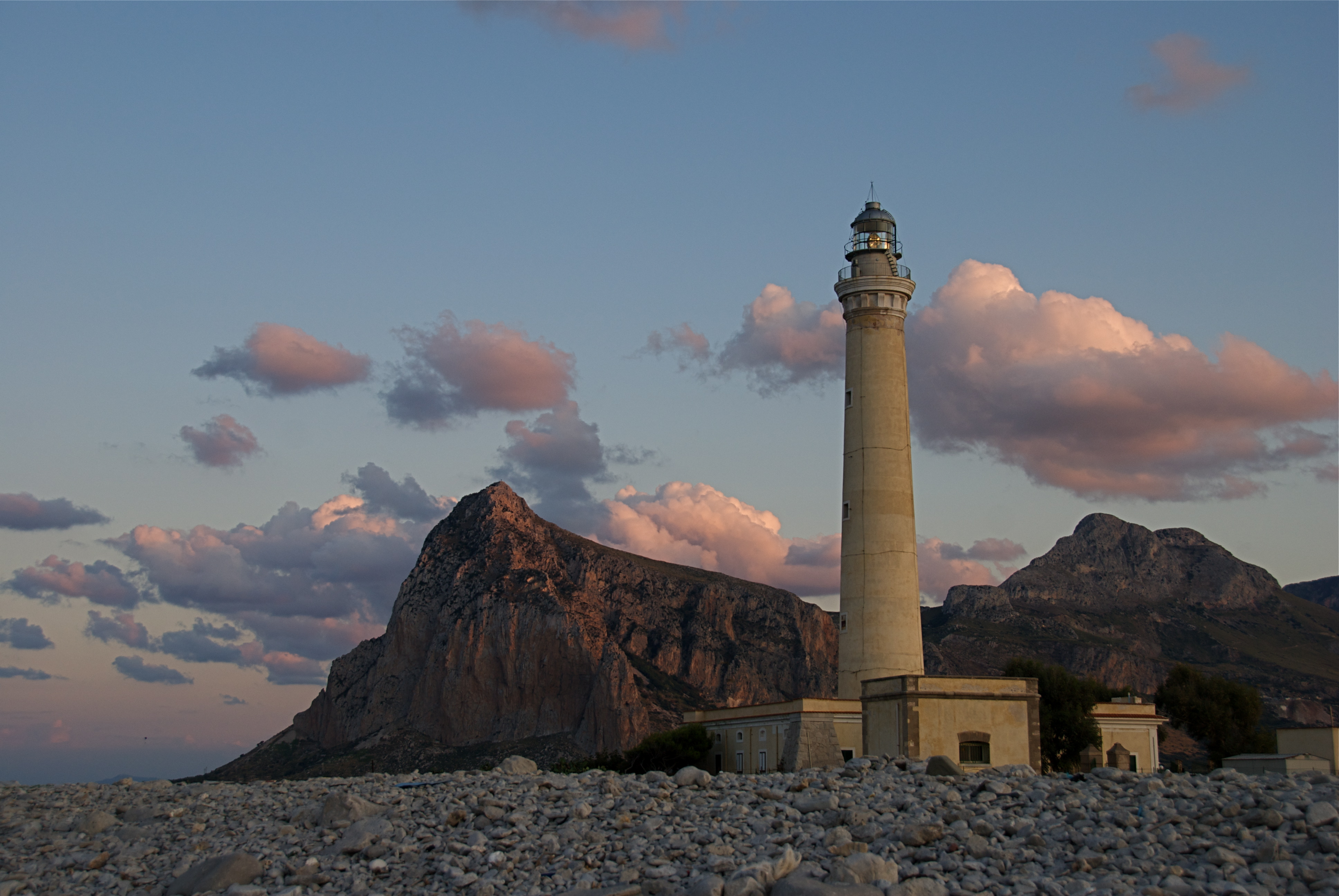
Il faro
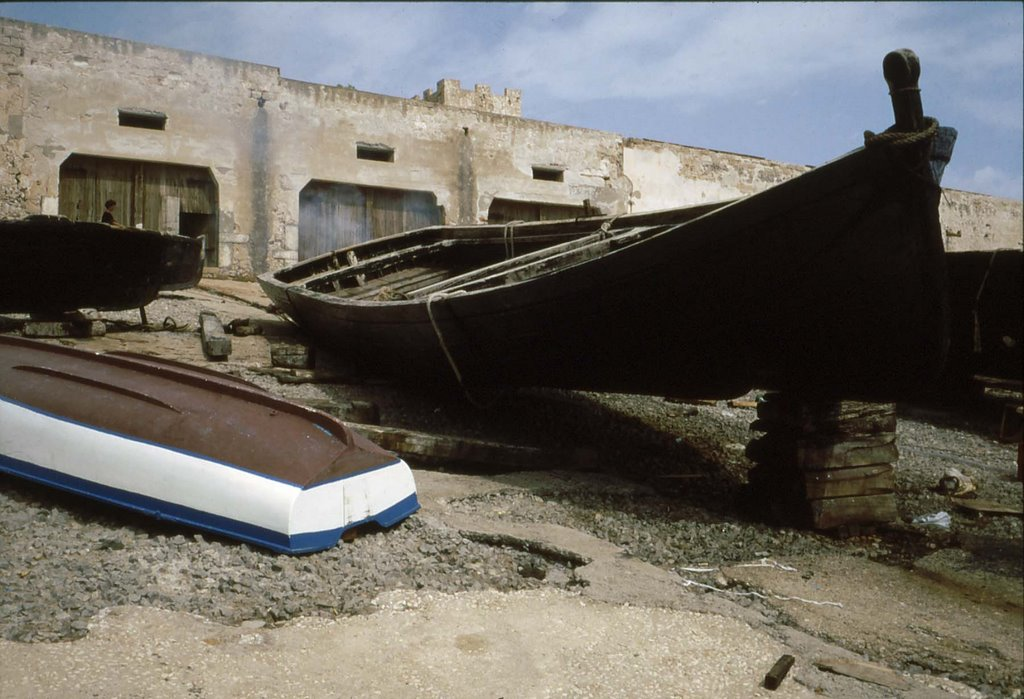
Imbarcazioni nei pressi della Tonnara del Secco
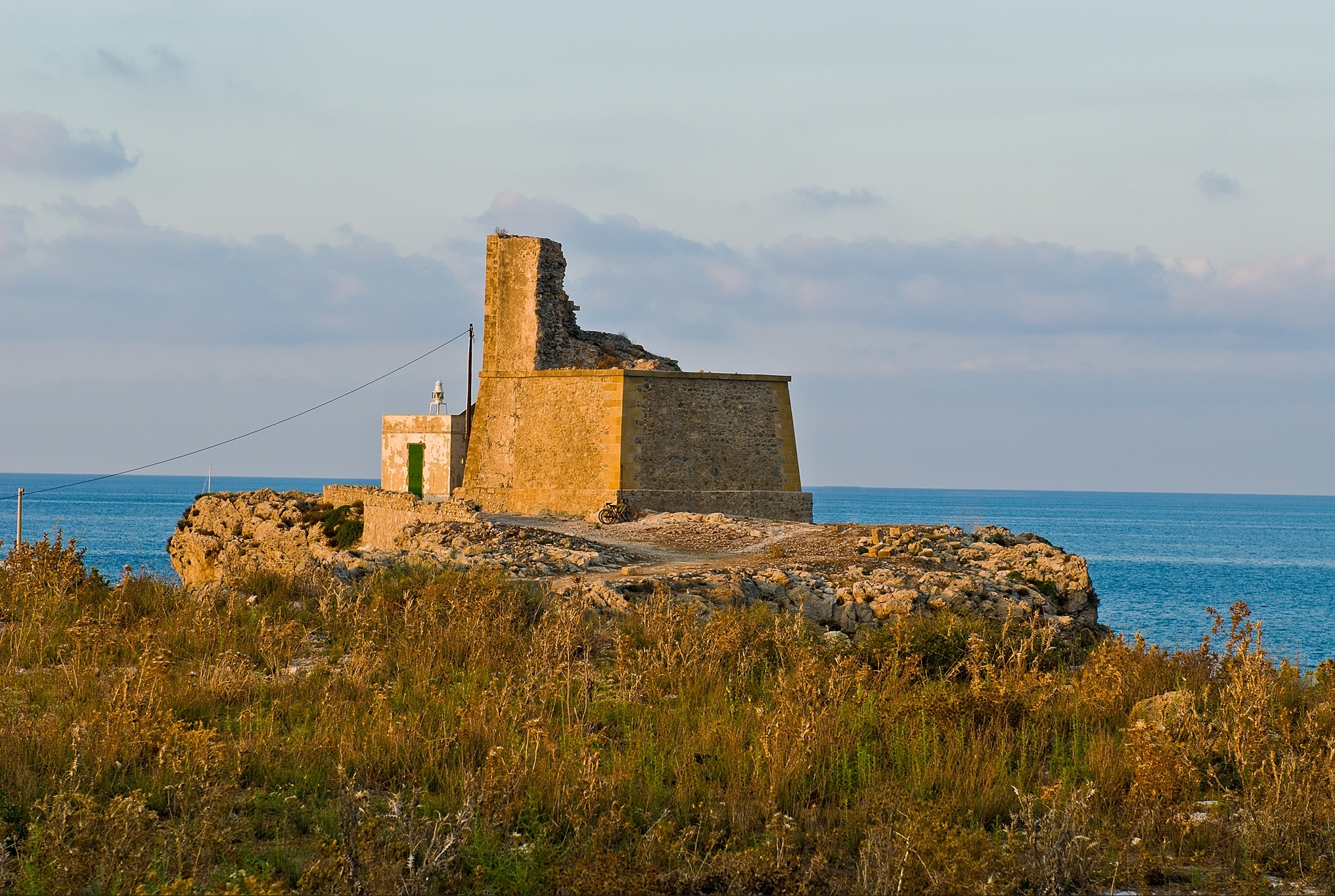
Torre dell'Usciere

### Architetture religiose
- Il Santuario fortezza
- La Cappella di Santa Crescenzia

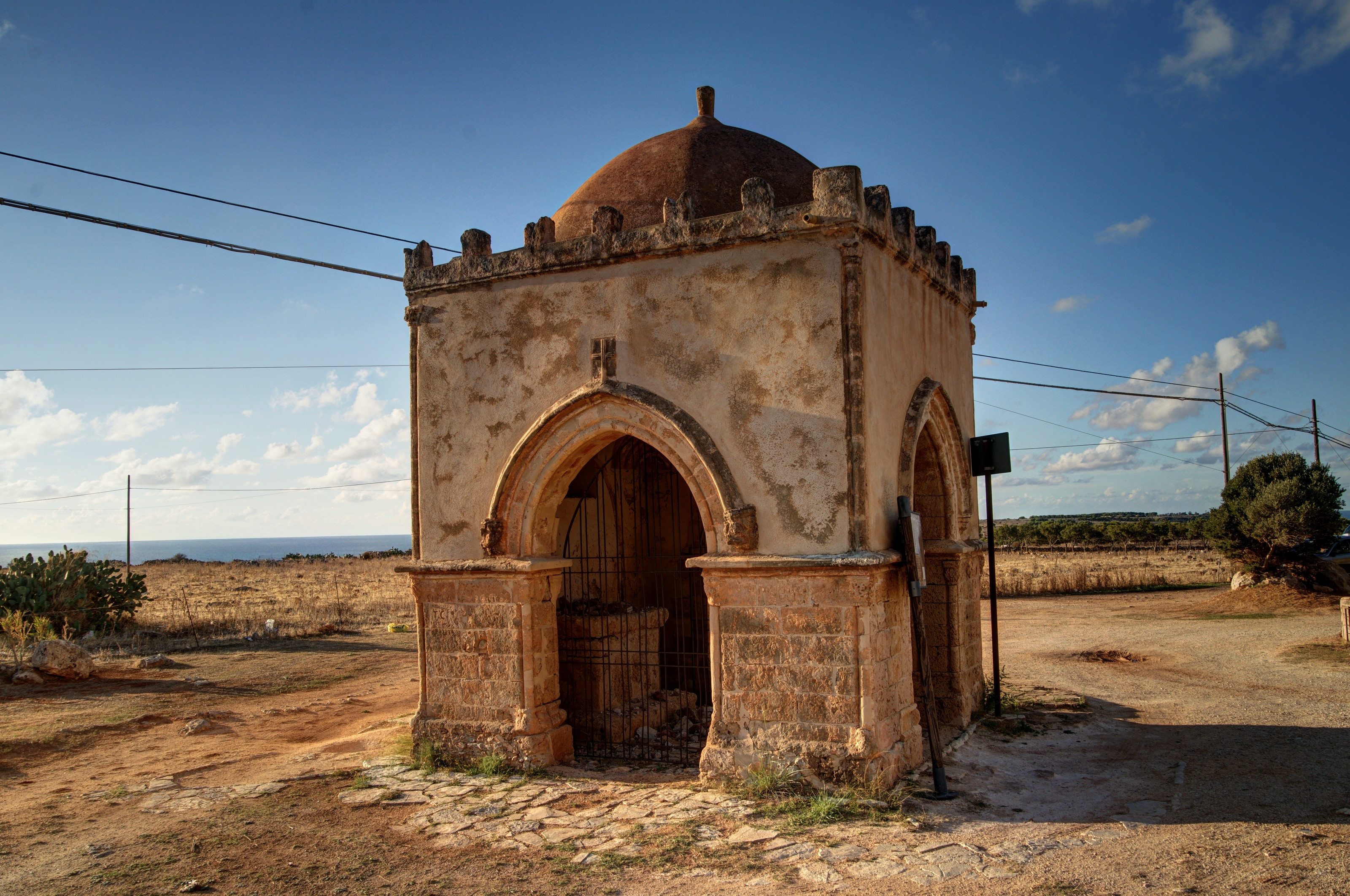
La cappella di Santa Crescenzia
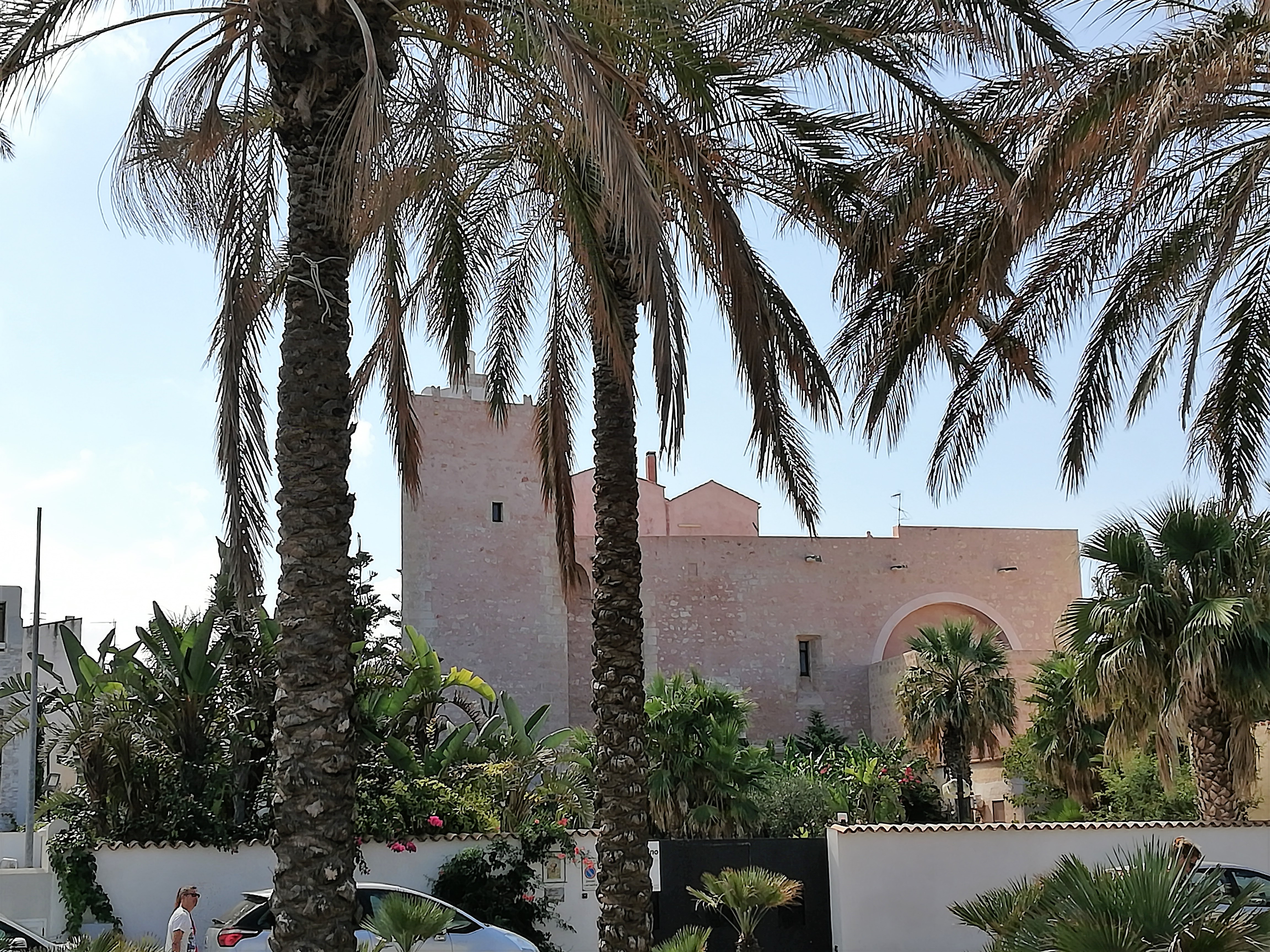
Il santuario visto dalla spiaggia
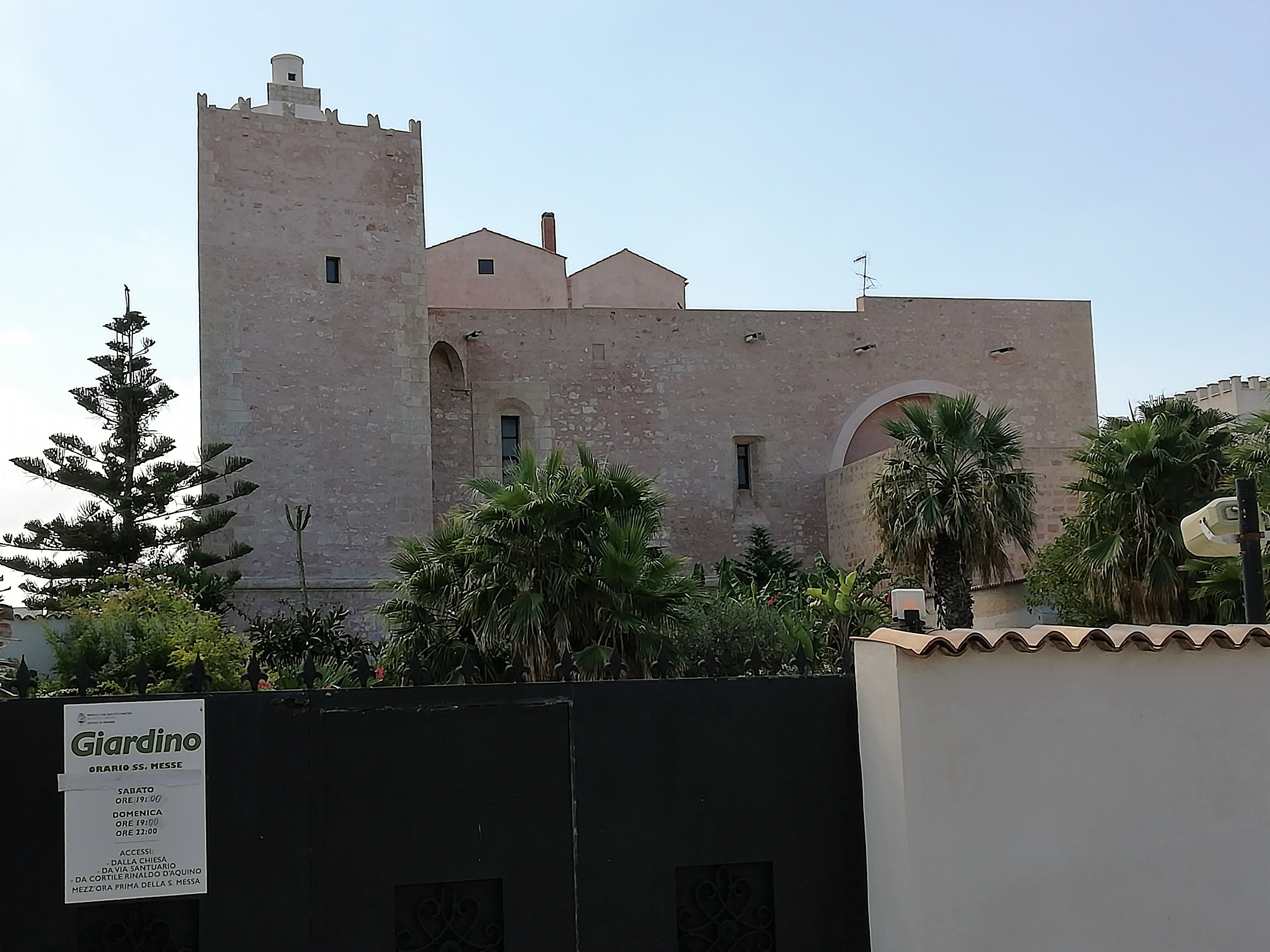
Il santuario

### Aree naturali
- Cala del Bue Marino, a Macari, nominata la spiaggia più bella d'Italia da un sondaggio di Legambiente del 2015.[8]
- Calampiso, posizionato tra San Vito e la riserva dello Zingaro; contiene al suo interno una spiaggia e un villaggio turistico ampio 160 000 metri quadri.[9]
- Grotta dell'Uzzo,
- Cala tonnarella dell'Uzzo, con l'omonima spiaggia e l'ex tonnara, oggi museo delle attività marinare
- Grotta dei Cavalli

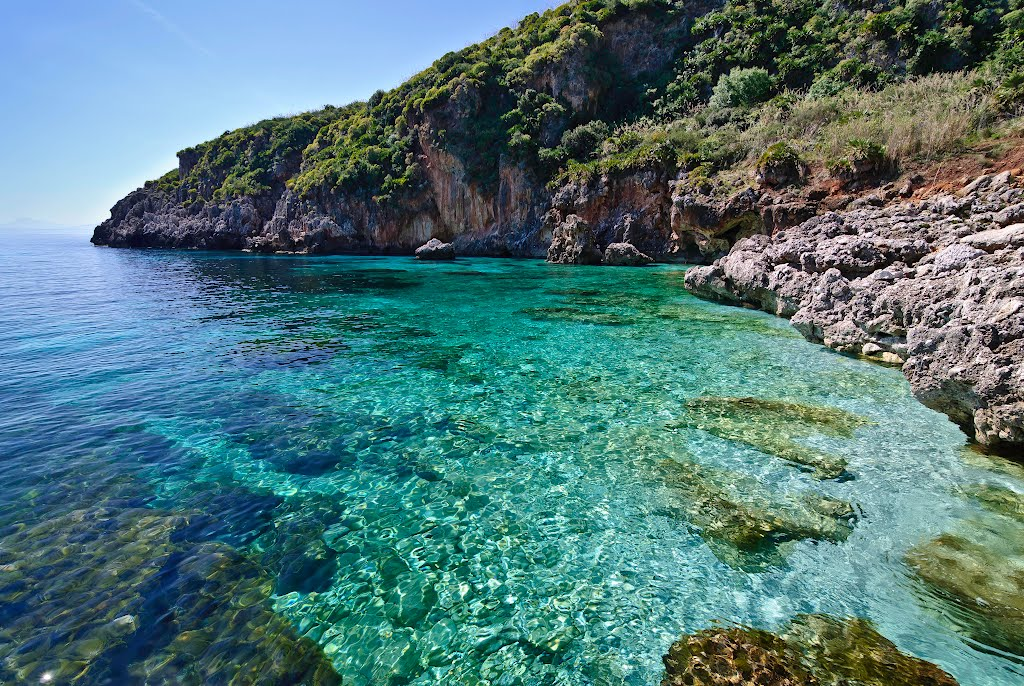
Caletta presso la Riserva dello Zingaro
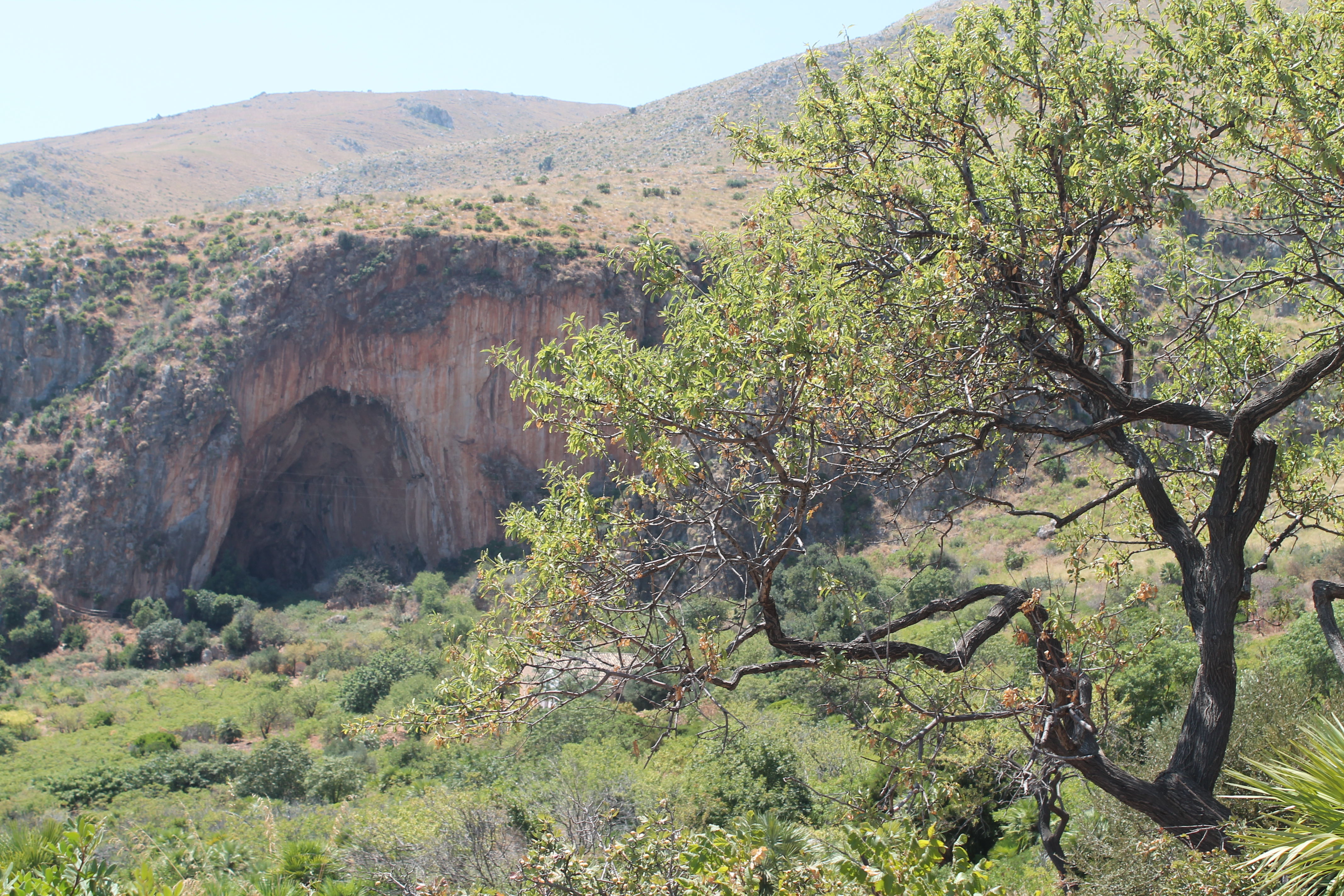
Grotta dell'Uzzo
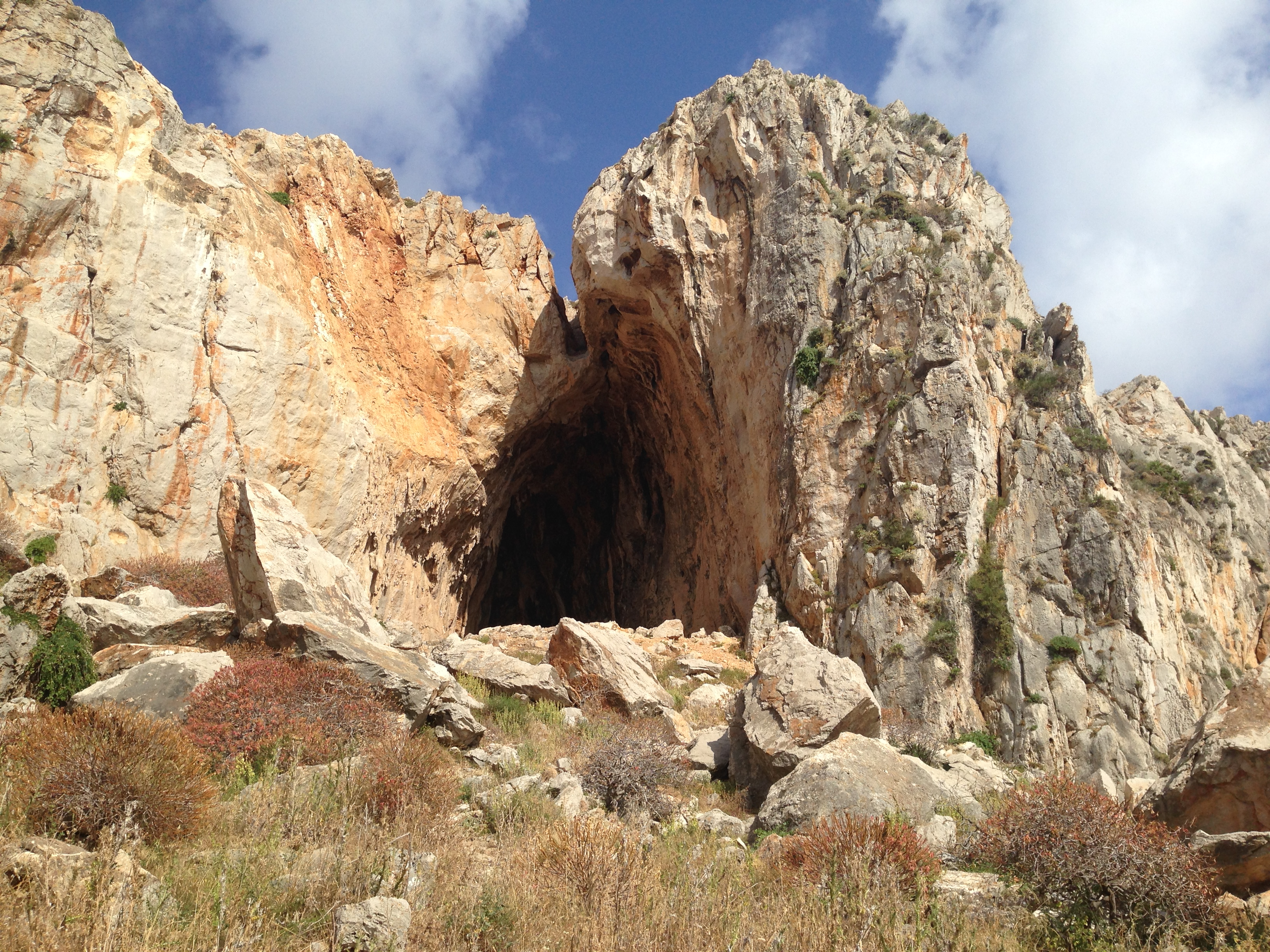
Grotta dei Cavalli

## Società

### Evoluzione demografica
Abitanti censiti

### Etnie e minoranze straniere
Secondo i dati ISTAT al 31 dicembre 2019 i cittadini stranieri residenti erano 228 pari al 4,8% della popolazione .
Le nazionalità maggiormente rappresentate in base alla loro percentuale sul totale della popolazione straniera erano:
- Romania 62 (27,2%)
- Tunisia 46 (20,2%)
- Senegal 16 (7,0%)

## Cultura

### Eventi
Dal 1998 la cittadina ospita durante l'ultima settimana di settembre il "Cous Cous Fest", rassegna internazionale di cultura ed enogastronomia del Mediterraneo, durante il quale, oltre a spettacoli musicali dal vivo, si svolge una gara gastronomica internazionale di cuscus ("The Cous Cous World Championship") che impegna chef provenienti da diverse parti del mondo, che si affrontano proponendo il cuscus cucinato secondo la propria tradizione gastronomica. Tra i Paesi che hanno partecipato a tale iniziativa ci sono: Costa d'Avorio, Francia, Israele, Italia, Marocco, Palestina, Senegal e Tunisia. Negli ultimi anni la durata del "Cous Cous Fest" è stata estesa a dieci giorni.
La rassegna Libri, autori e buganvillee si svolge nel periodo luglio - settembre di ogni anno a cura di Giacomo Pilati. Una serie di incontri con l'autore nella via Venza, il salotto all'aperto del paese. Scrittori italiani presentano la loro ultima opera letteraria alla presenza del pubblico.
In maggio, dopo un tour di tutta la Sicilia, si conclude il Festival internazionale degli aquiloni con una tappa finale a San Vito Lo Capo. Aquilonisti di fama internazionale si scontrano in sessioni di aquilonismo acrobatico a suon di musica.
Il 15 giugno si svolge la festa del santo patrono san Vito Martire. I festeggiamenti iniziano nel pomeriggio con l'antico gioco dell'antenna a mare, che vede i partecipanti alla gara percorrere una trave di legno lunga 10 metri sospesa sul mare e resa scivolosa da uno strato di sapone, con l'obiettivo di afferrare una bandierina posta all'estremità della trave.
Segue lo sbarco dei Santi sulla spiaggia di San Vito Lo Capo, durante il quale su una piccola barca giungono dal mare, al tramonto, tre figuranti che rappresentano a sua volta il piccolo Vito, la nutrice Crescenzia e il maestro Modesto, mentre sulla spiaggia i pescatori aspettano l'arrivo dei santi, per accoglierli. 
Nel frattempo dentro il santuario la statua di San Vito viene rivestita dagli ex voto dei fedeli; quindi viene solennemente presentata ai fedeli e portata a spalla dai devoti nella processione finale che farà il giro del paese. I festeggiamenti terminano con uno spettacolo pirotecnico.
Nel mese di ottobre vi è il San Vito Climbing Festival, un festival internazionale per arrampicatori, i quali possono fare climbing sulle montagne del territorio.

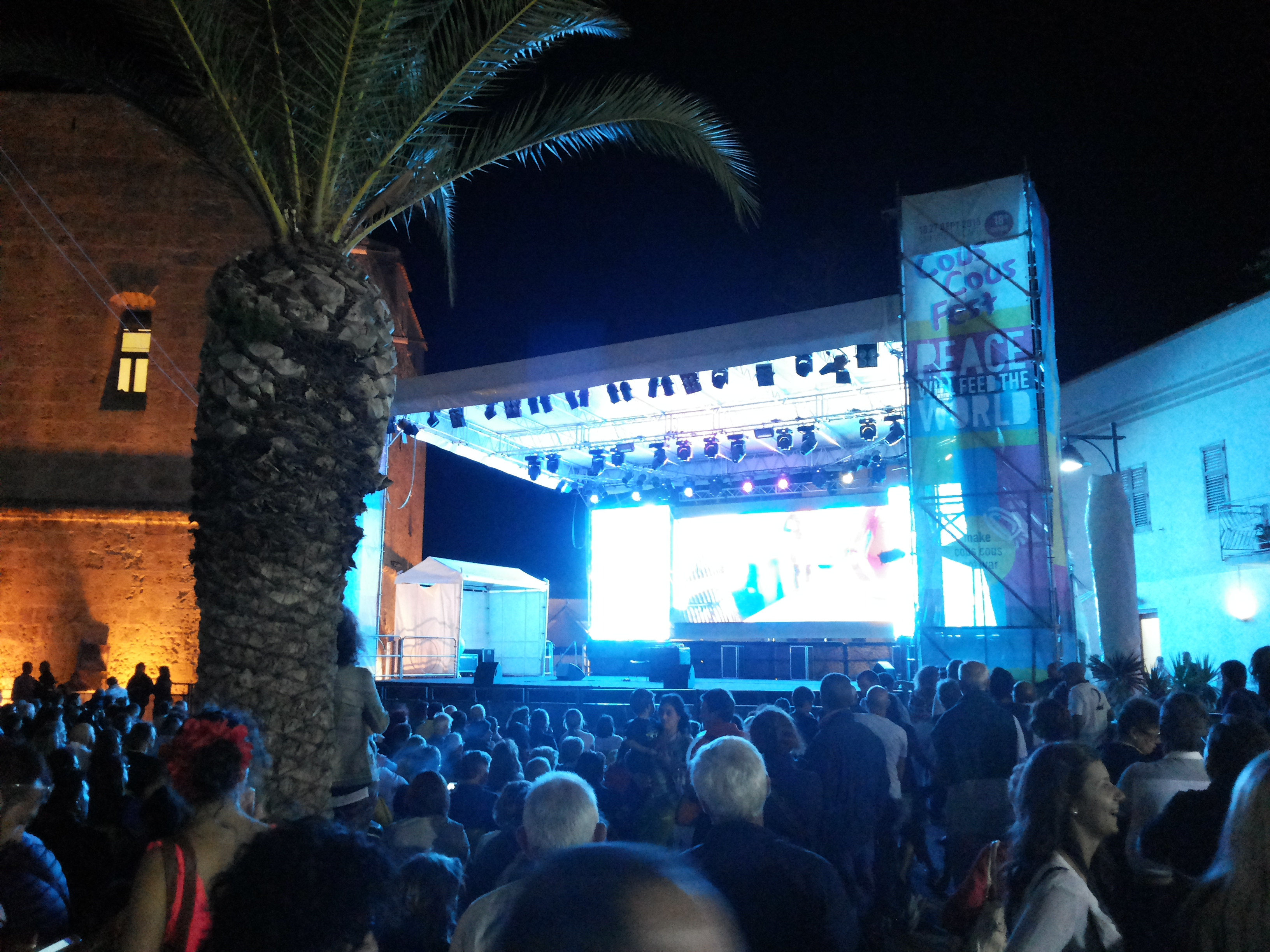
Palcoscenico allestito durante il Cous Cous Fest
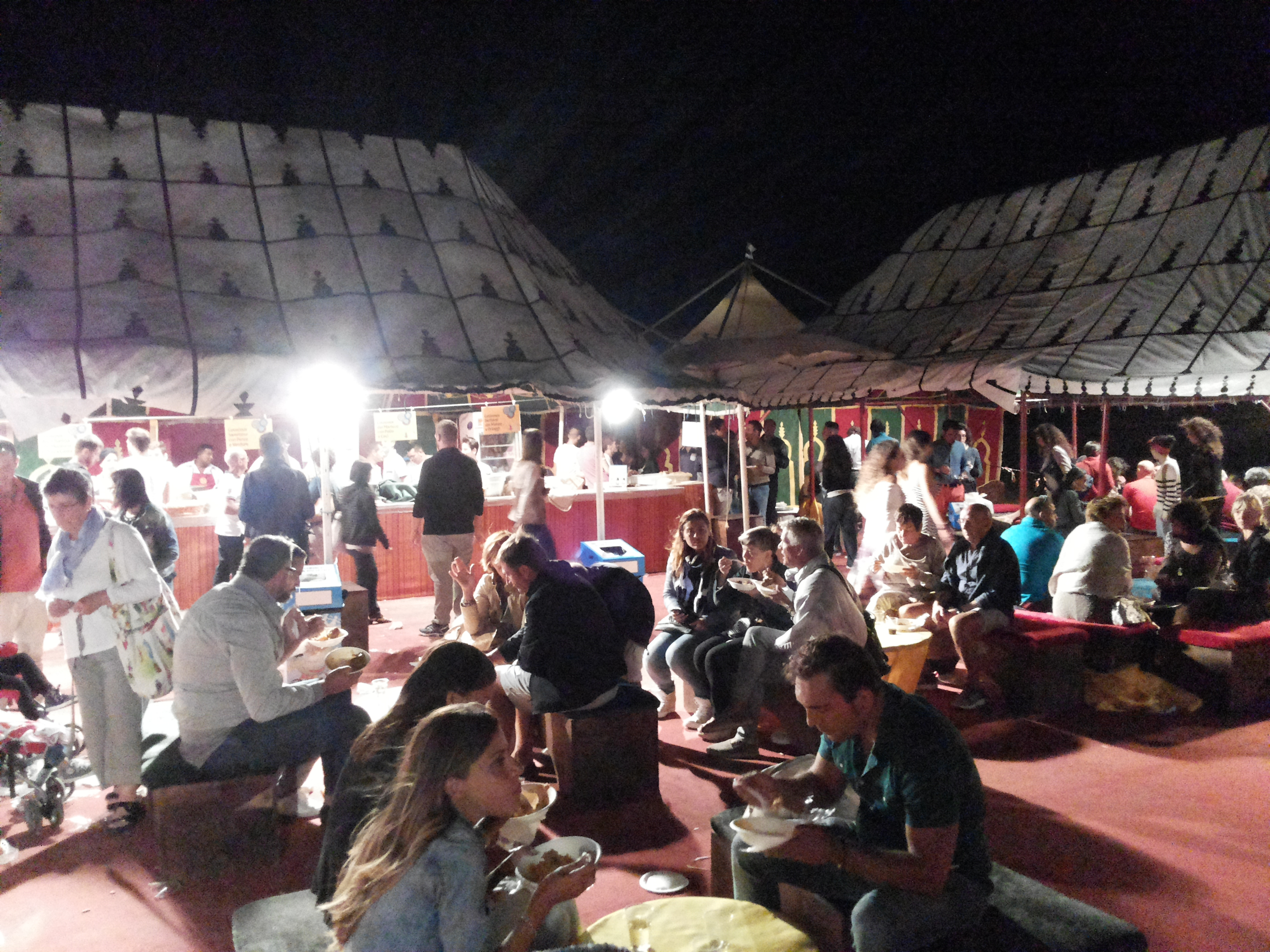
Padiglioni per la degustazione del cous cous durante il Cous Cous Fest
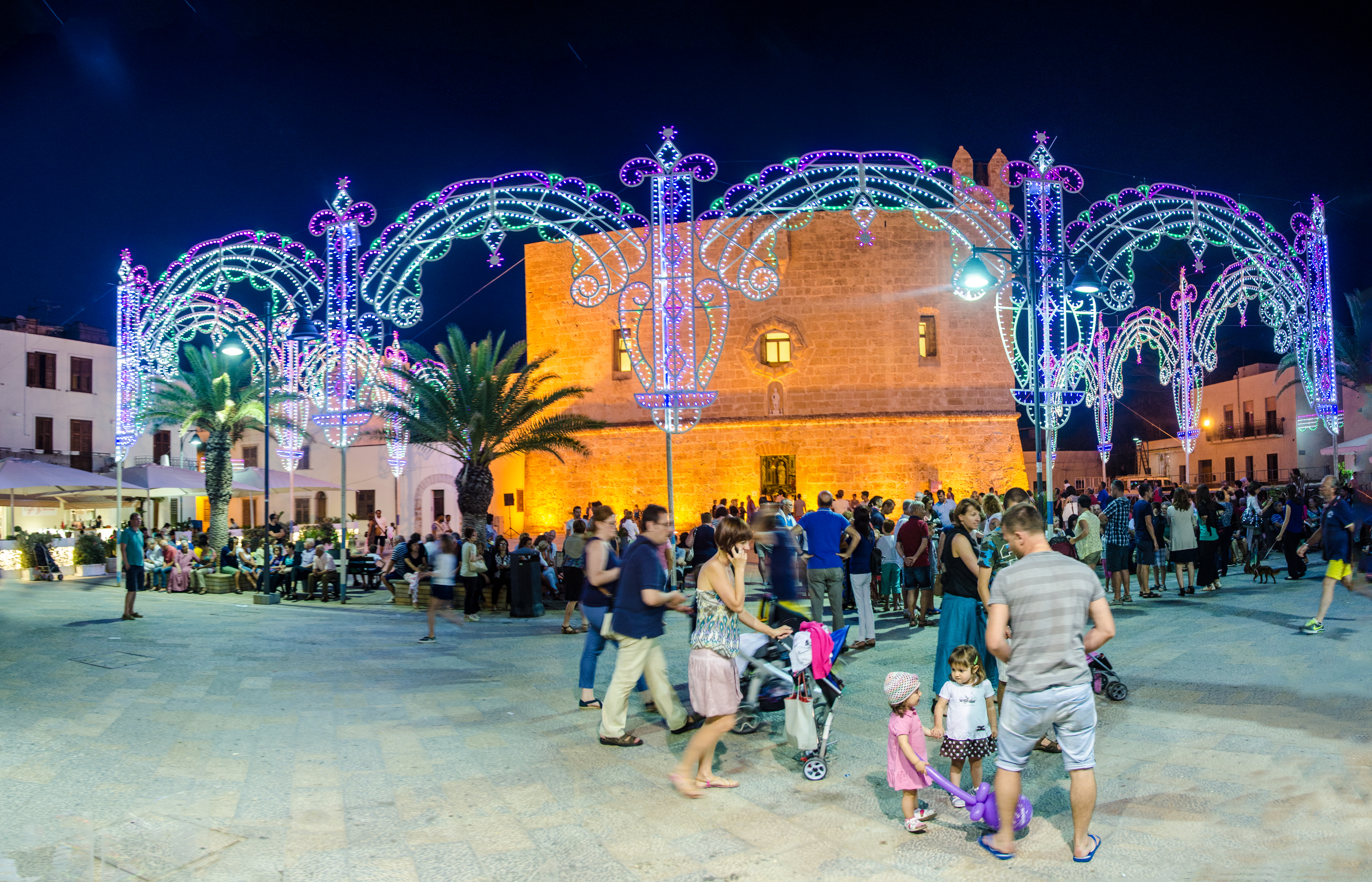
Addobbi presso il santuario durante la festa del patrono (2015)
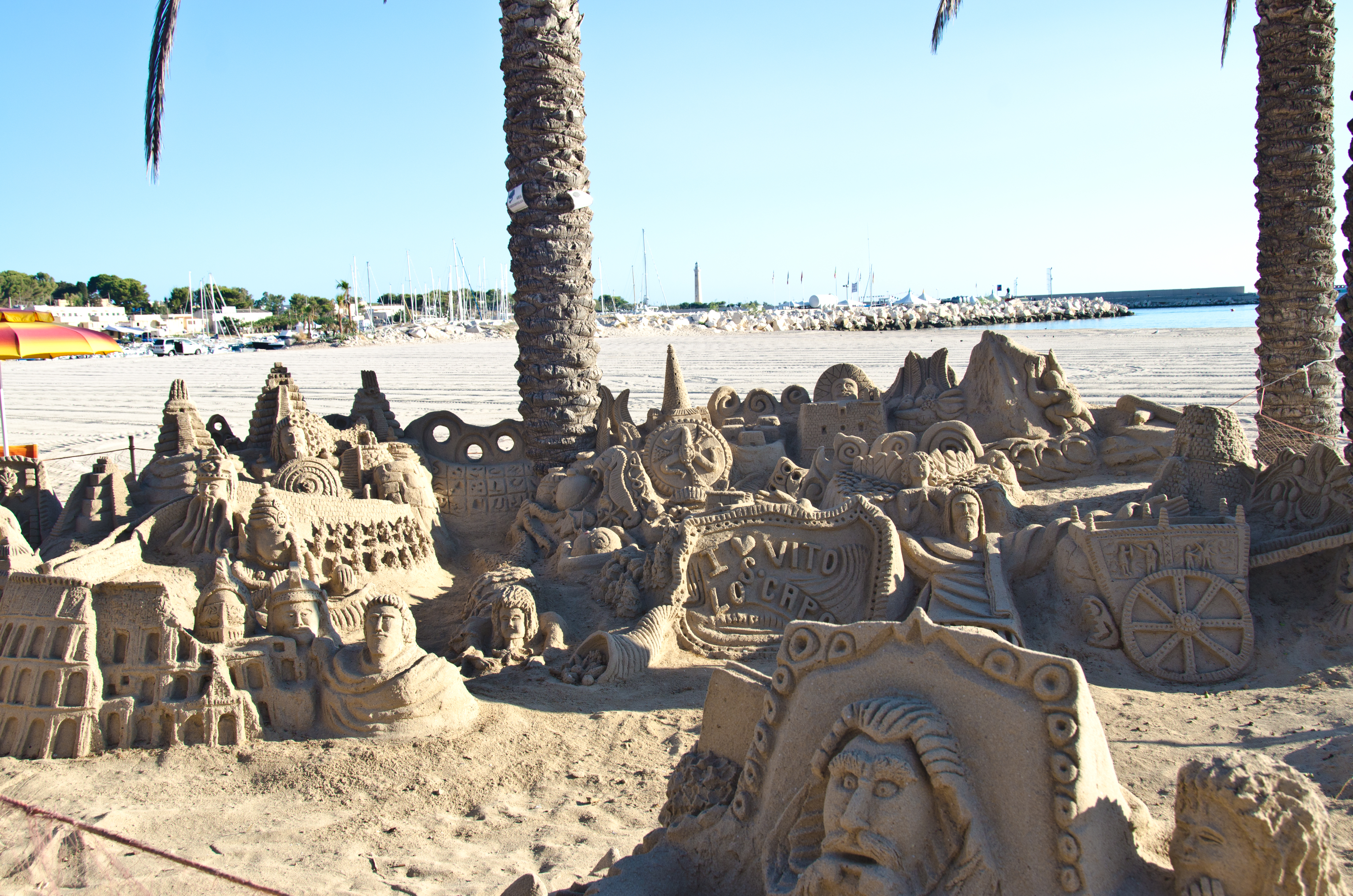
Sculture di sabbia sulla spiaggia di San Vito Lo Capo

## Geografia antropica

### Frazioni

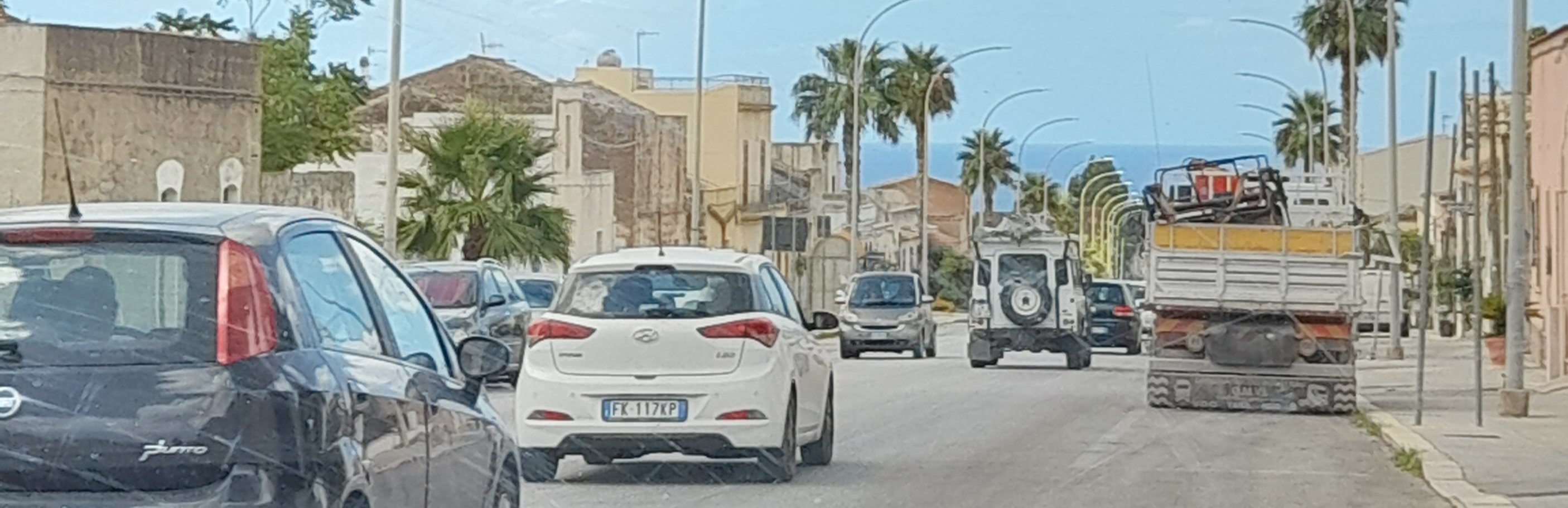
Castelluzzo

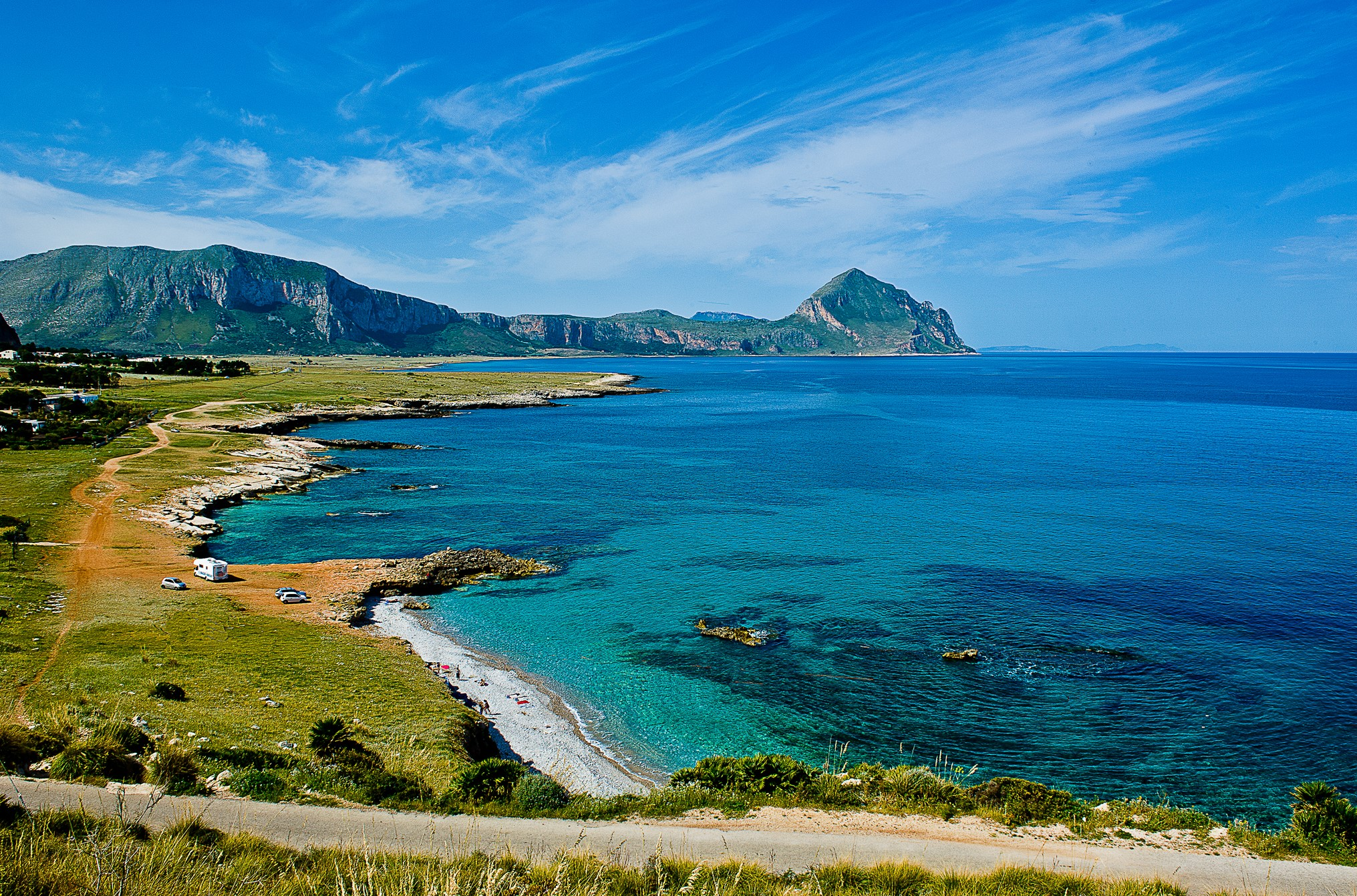
Il golfo di Macari, in primo piano la spiaggia

- Castelluzzo si trova a circa 9 km dal capoluogo comunale e a 2 km dalla costa e conta circa 1 000 abitanti;[16] la frazione negli ultimi anni ha beneficiato del flusso turistico che ha coinvolto la cittadina del capoluogo, sono presenti numerose piccole attività a carattere ricettivo per lo più B&B e qualche albergo. Meta per un turismo passionale e naturalistico, preferita da rocciatori e arrampicatori, la bellissima falesia difatti negli ultimi anni ha avuto parecchi estimatori e frequentatori. Lungo la costa inviolata dalle acque cristalline sono presenti numerose baie e calette balneabili abbastanza tranquille. Nei pressi un'antica tonnara, quella di Cofano.

Valle degli ulivi è denominata la distesa su cui si estende il paese, in essa sono presenti piante centenarie che caratterizzano in maniera positiva l'olio prodotto, particolarmente fruttato e deciso.
- Macari (talvolta scritto Makari) è costituita invece da un borgo marinaro, distante circa 4 km dal capoluogo comunale e conta circa 450 abitanti; tramonti mozzafiato e mare incontaminato caratterizzano la frazione.

## Economia
L'economia del territorio si basa sulle tradizionali attività agricole, sulla pesca e soprattutto sul turismo. 

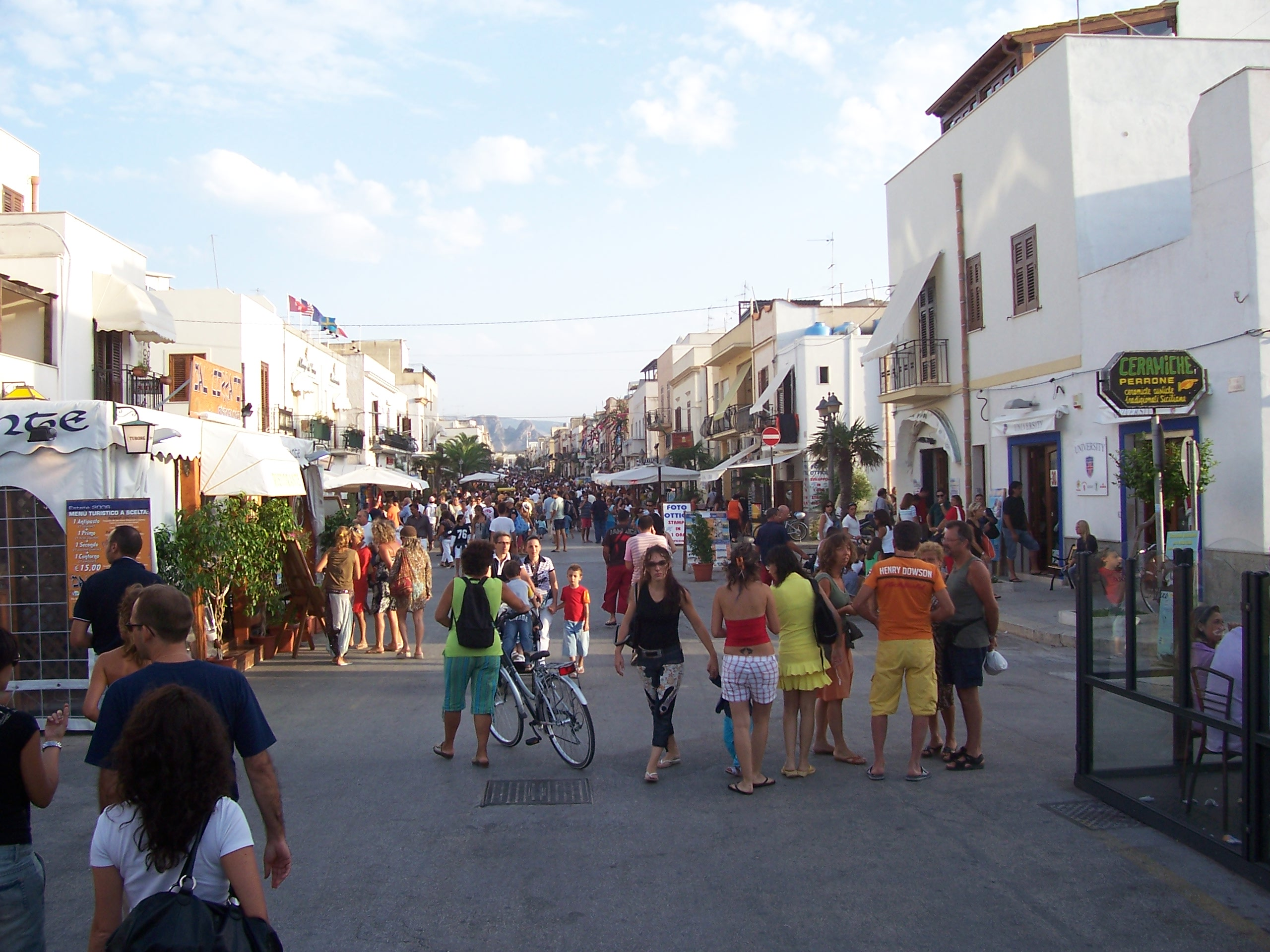
Turisti per le vie di San Vito Lo Capo
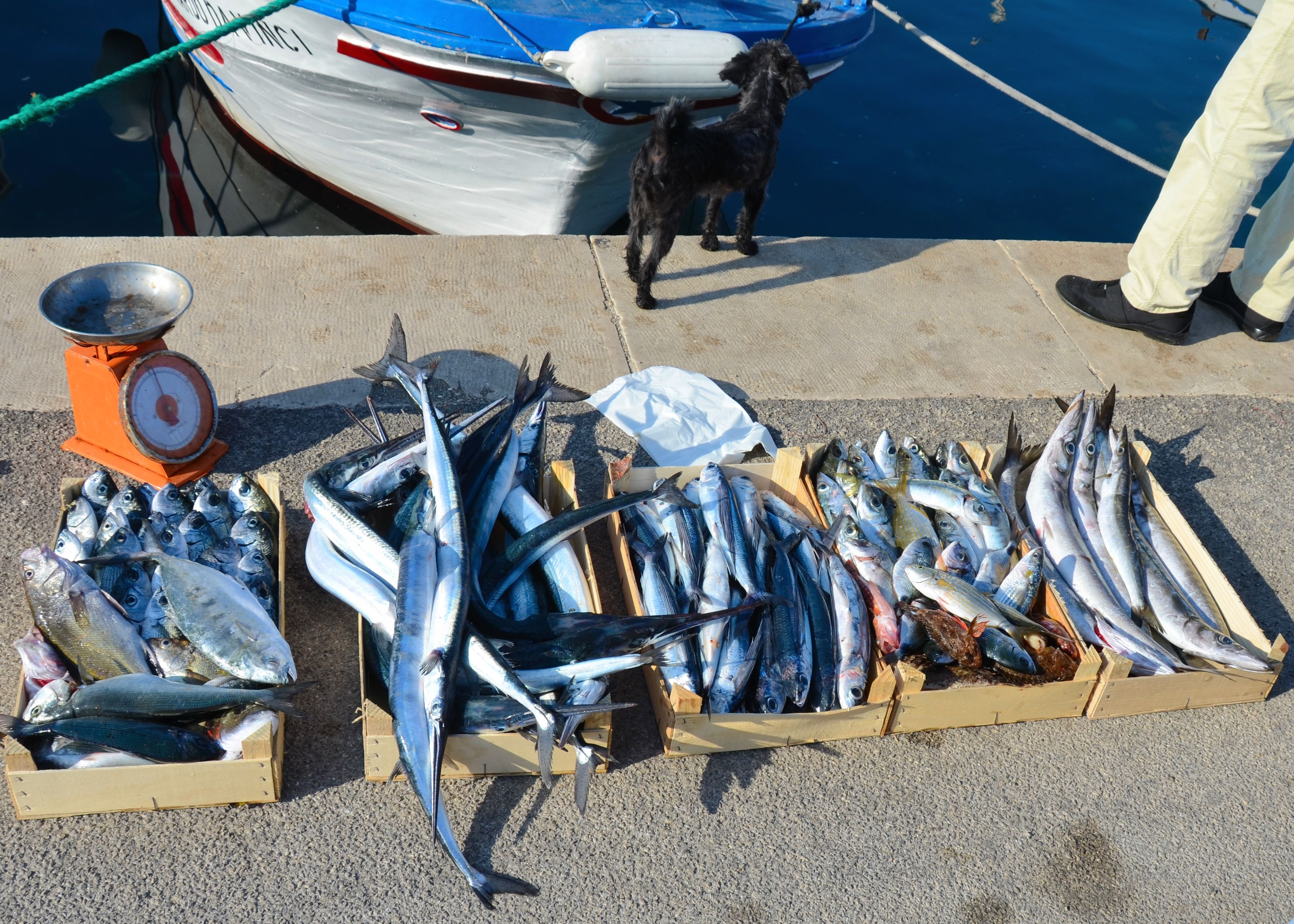
Pesce appena pescato

## Infrastrutture e trasporti
I trasporti interurbani di San Vito Lo Capo vengono svolti con autoservizi di linea gestiti da AST.

## Amministrazione
Di seguito è presentata una tabella relativa alle amministrazioni che si sono succedute in questo comune.
| Periodo        | Periodo          | Primo cittadino            | Partito                     | Carica      | Note   |
| -------------- | ---------------- | -------------------------- | --------------------------- | ----------- | ------ |
| 24 giugno 1988 | 22 febbraio 1991 | Vincenzo Battaglia         | lista civica                | Sindaco     | [ 17 ] |
| 17 aprile 1991 | 18 dicembre 1991 | Ferdinando Pioppo          |                             | Comm. pref. | [ 17 ] |
| 2 gennaio 1992 | 17 marzo 1993    | Maria Giuseppa Castiglione | Democrazia Cristiana        | Sindaco     | [ 17 ] |
| 9 aprile 1993  | 10 febbraio 1994 | Carlo Augusto Barbera      | Partito Socialista Italiano | Sindaco     | [ 17 ] |
| 1º luglio 1994 | 25 maggio 1998   | Carlo Barbera              | lista civica                | Sindaco     | [ 17 ] |
| 25 maggio 1998 | 27 maggio 2003   | Giuseppe Peraino           | centro-destra               | Sindaco     | [ 17 ] |
| 27 maggio 2003 | 17 giugno 2008   | Giuseppe Peraino           | centro-destra               | Sindaco     | [ 17 ] |
| 17 giugno 2008 | 11 giugno 2013   | Matteo Rizzo               | centro-destra               | Sindaco     | [ 17 ] |
| 11 giugno 2013 | 11 giugno 2018   | Matteo Rizzo               | lista civica                | Sindaco     | [ 17 ] |
| 11 giugno 2018 | 27 maggio 2023   | Giuseppe Peraino           | lista civica                | Sindaco     | [ 17 ] |
| 30 maggio 2023 | In carica        | Francesco La Sala          | lista civica                | Sindaco     | [ 17 ] |